# Nie całuję
Nie całuję (oryginalny tytuł: J'embrasse pas, tytuł międzynarodowy: I Don't Kiss) – francuski film fabularny z 1991 roku w reżyserii André Téchinégo. Obraz przedstawia melancholijny portret młodzieńczego poszukiwania i odnajdywania sensu życia. We Francji sprzedano w sumie 472 187 biletów na film.

## Fabuła
Dwudziestoletni Pierre (Manuel Blanc) mieszkający na co dzień w małej wiosce w Pirenejach, marzy by zostać aktorem. Decyduje się na wyjazd do Paryża, by oderwać się od dotychczasowego prowincjonalnego życia. Przybywając do stolicy, Pierre kieruje się do jedynej osoby, którą zna w mieście – pielęgniarki w średnim wieku Evelyne (Hélène Vincent). Kobieta mieszka ze sparaliżowaną matką (Paulette Bouvet). Evelyne daje dach nad głową chłopakowi, znajduje też pracę w szpitalu jako sprzątacz. Pierre jest wdzięczny kobiecie za okazaną pomoc.
W zaaklimatyzowaniu się pomaga Pierre’owi kolega  z pracy, Saïd (Roschdy Zem). Mężczyzna proponuje wspólne spędzenie wieczoru i wybranie się na  kolację w towarzystwie dwóch gejów w średnim wieku: wiolonczelisty Dimitria (Ivan Desny), którego kochankiem jest Saïd i osobowości telewizyjnej Romaina (Philippe Noiret). Drugi z mężczyzn jest zainteresowany Pierre’em, podkreśla jednak, że jego fascynacja jest czysto platoniczna. Chłopak jest zdegustowany wieczorem, wychodzi z restauracji i wraca do domu. Dogania go Romain, który proponuje podwiezienie samochodem. Pierre odmawia kontynuowania znajomości.
Chłopak spędza noc z Evelyne. Zaczyna również uczęszczać na lekcje aktorstwa do amatorskiego kółka teatralnego. Pierre przychodzi kilkakrotnie na zajęcia nieprzygotowany, nauczyciel daje mu do zrozumienia przy całej grupie, że może zapomnieć o zostaniu aktorem, gdyż się nie nadaje do tego zawodu. Dwudziestolatek czuje się upokorzony. Evelyne kończy romans z Pierre’em. Kobieta zostawia trochę pieniędzy chłopakowi i prosi o wyprowadzenie się. Pierre jest obrażony, zwraca pieniądze Evelyne. Nie pojawia się po raz kolejny w pracy, zostaje z niej wyrzucony.
Pierre jest zmuszony do spania na ulicy. Pada ofiarą złodziei, którzy kradną wszystkie jego rzeczy. Chłopak po dłuższym zastanowieniu się co ma robić, postanawia pójść do parku, w którym ostatni raz widział Romaina. Tam spotyka mężczyznę, który proponuje mu wycieczkę do Hiszpanii. W Sewilli Pierre jest nieugięty, nie chce przespać się ze starszym mężczyzną. Romain znajduje innego kochanka, każe dwudziestolatkowi wracać do Paryża. Pierre po powrocie do stolicy nie wie co ma robić. Decyduje się zostać męską prostytutką, gdyż uważa, że to jedyny sposób zarabiania pieniędzy. Pomimo swej początkowej niechęci do seksu z mężczyznami, Pierre odnosi sukces w swojej karierze. Ma stałych, bogatych klientów.
Pewnego wieczoru policja przeszukuje miejsca publiczne, aresztując kobiety i mężczyzn, którzy zajmują się prostytucją. Pierre poznaje Ingrid (Emmanuelle Béart), kurtyzanę, której marzeniem było zostać piosenkarką. Oboje zostają aresztowani, wychodzą następnego dnia rano. Po wyjściu z więzienia postanawiają być razem. Ich związek zostaje zauważony przez alfonsa Ingrid, który nakazuje swoim ludziom, by pobili i zgwałcili Pierre’a. Ingrid jest zmuszona oglądać brutalny gwałt. Chłopak opuszcza Paryż, wstępuje do służby wojskowej. Podczas wizyty brata, dwudziestolatek przyznaje się, że nie wyobrażał sobie takiego życia w wielkim mieście.

## Tytuł filmu
Tytuł filmu to fragment wypowiedzi głównego bohatera Pierre'a (Manuel Blanc) do klienta, który pyta dwudziestolatka, jakie usługi oferuje.

Zrobię prawie wszystko dla pieniędzy... Ale nie całuję.

{{Cytat}} Gołe linki: "źródło".

## Obsada
- Philippe Noiret jako Romain
- Emmanuelle Béart jako Ingrid
- Manuel Blanc jako Pierre Lacaze
- Hélène Vincent jako Evelyne
- Ivan Desny jako Dimitri
- Christophe Bernard jako le mac
- Roschdy Zem jako Saïd
- Raphaëline Goupilleau jako Mireille
- Michèle Moretti jako profesor na uczelni
- Philippe Adam jako profesor na uczelni
- Jean-Christophe Bouvet jako klient
- Paulette Bouvet jako matka Evelyne
- Nathalie Schmidt jako Marguerite, asystentka Romaina
- Grégory Herpe jako student

## Nagrody i nominacje
| Kategoria                                          | Festiwal    | Rezultat |
| -------------------------------------------------- | ----------- | -------- |
| Meilleur jeune espoir masculine dla Manuela Blanca | Cezary 1992 | Wygrana  |

| Kategoria                                                | Festiwal                         | Rezultat  |
| -------------------------------------------------------- | -------------------------------- | --------- |
| Meilleure actrice dans un second rôle dla Hélène Vincent | Cezary 1992                      | Nominacja |
| Meilleure réalisateur dla André Téchiné                  | Cezary 1992                      | Nominacja |
| Crystal Globe dla André Téchiné                          | Festiwal w Karlowych Warach 1992 | Nominacja |